# Sangiaccato di Kjustendil
Il sangiaccato di Kjustendil era un'unità amministrativa-territoriale ottomana esistita dal 1395 al 1878. Comprendeva le ex terre di Costantino Dragaš.
Il sangiaccato di Kjustendil forniva il maggior numero di spahi per l'esercito ottomano di tutti i sangiaccati europei, ad eccezione della Rumelia. Nelle sue terre si trova il Monastero di Rila e la città di Veles, nell'odierna Macedonia del Nord.

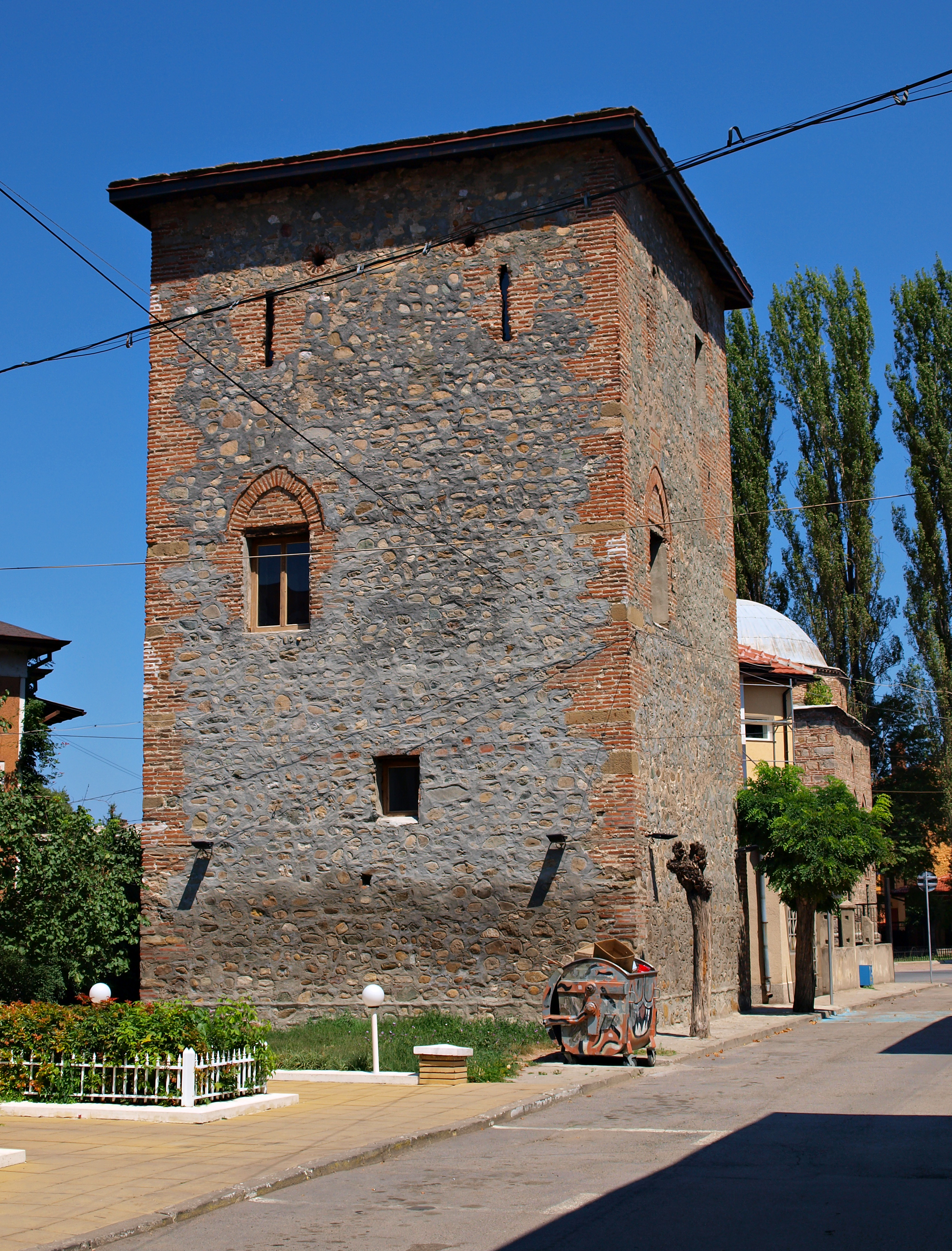
La torre Pirgova del XV-XVI secolo, Kjustendil.

Il pascià di Kjustendil fu il primo ad essere mirmiran nell'Impero ottomano a causa della gloriosa storia militare della città con la battaglia di Velebusdo e a causa di Costantino Dragaš, nonno dell'ultimo imperatore romano (Costantino XI Paleologo) nonché trisavolo del primo zar russo (Ivan il Terribile).